# 万富町
万富町（まんとみちょう）は、岡山県赤磐郡にあった町である。現在の岡山市東区瀬戸地域の一部にあたる。

## 概要

### 地勢
- 吉井川

### 史跡
東大寺大仏殿を再建した際、瓦を焼いた窯跡の一つがある。大寺山の南端の切り立った崖の斜面に窯跡が現れている。

## 沿革
- 1932年（昭和7年）4月1日 - 赤磐郡太田村・吉岡村が合併して万富村として発足。
- 1951年（昭和26年）4月1日 - 町制施行して万富町となる。
- 1953年（昭和28年）12月15日 - 熊山町大字弓削が万富町に編入される[2][3]。
- 1954年（昭和29年）6月1日 - 熊山町大字弥上の一部（小字山の池）が万富町に編入される[2][3]。
- 1955年2月1日 - 瀬戸町・潟瀬村・上道郡玉井村と合併して瀬戸町となり消滅。

## 経済
- キリンビール岡山工場

## 交通
- 山陽本線万富駅
- 岡山県道96号線